# Iglesia de Nuestra Señora del Milagro del Topo
La Iglesia de Nuestra Señora del Milagro del Topo es una de las 14 grandes iglesias hispánicas de Tunja. Su construcción data del siglo XVIII gracias a los aportes del sacerdote José Osorio Nieto de Paz, quien en su testamento dejó constancia de "haber hecho a su costa una iglesia y sus casas a modo de convento y las cuales dona con todos sus paramentos de iglesia a los Padres Candelarios".  La devoción del padre Osorio a la Nuestra Señora del Topo se debía a una gracia especial que recibió de la Virgen que lo salvó de un naufragio.  La imagen de Nuestra Señora del Topo fue venerada allí por muchos años, sin embargo el la devoción principal cambió a la Virgen del Milagro cuando las Hermanas Concepcionistas se transladan al convento en el siglo XIX. Por esta razón esta bella imagen con frecuencia es confundida con la Virgen del Topo por el nombre original del convento.

Desde entonces los católicos veneran allí la imagen de Nuestra Señora del Milagro a la cual asisten cientos de peregrinos los sábados y domingos, y el primer domingo de junio, día en que se realiza una de las celebraciones más multitudinarias en la Plaza de Bolívar de Tunja.

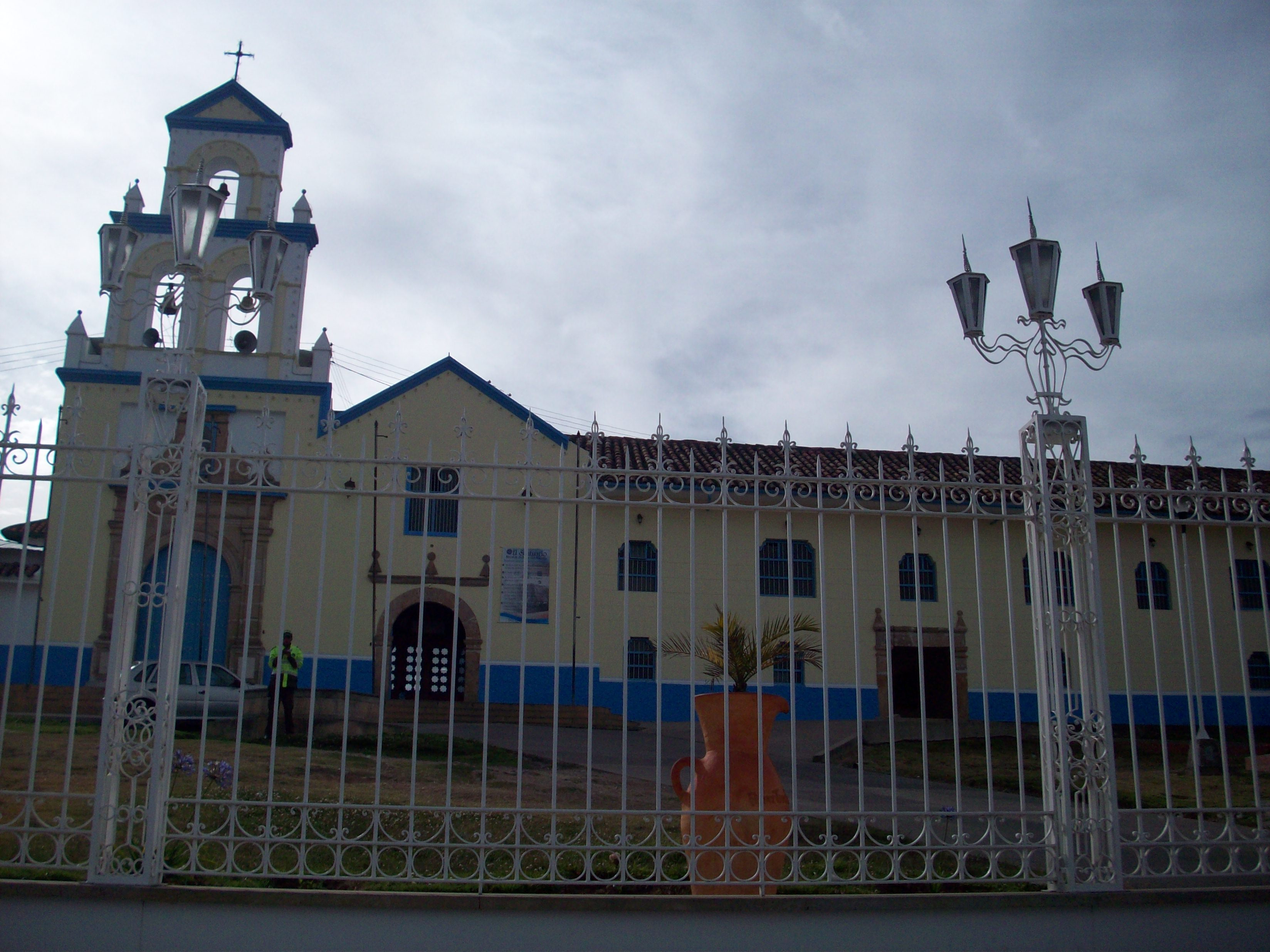
Vista frontal del Santuario del Topo

## Tradición de la Aparición
El relato de la aparición es de tradición oral debido a que las monjas fueron exclaustradas años después de la aparición de la imagen y se perdieron la mayoría de los relatos escritos del evento.
Cuenta la tradición que en una pequeña celda en el antiguo monasterio de las Concepcionistas, había un manto blanco, en las horas más tempranas del 24 de agosto de 1628, el manto desprendía un brillo poco normal y en el agua de la lluvia se reflejaba la imagen de la Virgen Inmaculada a las dos religiosas que habitaban la celda. El Arzobispo de Bogotá, que se encontraba allí en esos días fue a observar el milagro y ordenó que las puertas del convento fuesen abiertas para que toda la multitud allí congregada por el repique de las campanas pudiera observar la imagen.